# 瓦尔比斯
瓦尔比斯（法語：Valbirse）是瑞士联邦伯尔尼州伯尔尼汝拉区的市镇。该市镇面积为18.68平方千米，海拔高度699米，2018年12月31日人口数为3,973。2015年1月1日，瓦尔比斯由原市镇贝维拉德、马勒赖与蓬泰内合并而成。